# Tamás Láday
Tamás Láday (ungarisch Láday Tamás; * 20. März 1996 in Miercurea Ciuc, Rumänien) ist ein rumänisch-ungarischer Eishockeyspieler, der seit 2019 beim HSC Csíkszereda unter Vertrag steht und mit dem Klub in der Ersten Liga und der rumänischen Eishockeyliga spielt. 

## Karriere
Tamás Láday, der als Angehöriger der ungarischsprachigen Minderheit der Szekler in Rumänien geboren wurde, begann seine Karriere als Eishockeyspieler bei Alba Volán Székesfehérvár, wo er zunächst im Nachwuchsbereich aktiv war. Mit der U20-Mannschaft gewann er 2013 die Premiere der Erste Bank Young Stars League. Ein Jahr später gewann er mit der U18 die ebenfalls erstmals ausgetragene Erste Bank Juniors League. Anschließend wechselte der Verteidiger zu den Spokane Chiefs, die ihn beim CHL Import Draft 2014 in der ersten Runde an Position 42 ausgewählt hatten, in die Western Hockey League. Zur folgenden Spielzeit ging er zum Ligakonkurrenten Medicine Hat Tigers, kehrte aber bereits im November 2015 nach Székesfehérvár zurück, wo er zunächst überwiegend für die zweite Mannschaft in der MOL Liga auf dem Eis stand. In der Spielzeit 2016/17 kam er zu ersten Einsätzen in der Österreichischen Eishockeyliga. Im Frühjahr 2019 verließ er Ungarn, um die Sommerserie bei den West Auckland Admirals in der New Zealand Ice Hockey League zu verbringen. Anschließend wechselte er in seine rumänische Geburtsstadt Miercurea Ciuc. Dort spielt er seither beim HSC Csíkszereda in der Ersten Liga, wie sich die MOL Liga inzwischen nennt, und der rumänischen Eishockeyliga. 2020, 2021 und 2022 konnte er mit dem traditionellen Klub der Szekler die Erste Liga und 2022 auch die rumänische Meisterschaft gewinnen.

### International
Im Gegensatz zu anderen Szeklern, die stets für ihr Geburtsland Rumänien spielten, trat Láday im Juniorenalter international für Ungarn an. Mit der U18-Mannschaft spielte er bei den Weltmeisterschaften 2013 in der Division II und 2014, als er zum besten Verteidiger des Turniers gewählt wurde, in der Division I. Für die ungarische U20-Auswahl nahm er an der Division II der U20-Weltmeisterschaft 2014 und der Division I der U20-Weltmeisterschaft 2015 teil. 
Auch im Seniorenbereich stand er zunächst im ungarischen Aufgebot und absolvierte von 2016 bis 2019 insgesamt 8 Länderspiele, wurde jedoch nie bei Weltmeisterschaften eingesetzt. So debütierte der Doppelstaatler für Rumänien in der Division I der Weltmeisterschaft 2024.

## Erfolge und Auszeichnungen
- 2013 Gewinn der Erste Bank Young Stars League mit Alba Volán Székesfehérvár
- 2014 Gewinn der Erste Bank Juniors League mit Alba Volán Székesfehérvár
- 2020 Gewinn der Ersten Liga mit dem HSC Csíkszereda
- 2021 Gewinn der Ersten Liga mit dem HSC Csíkszereda
- 2022 Gewinn der Ersten Liga mit dem HSC Csíkszereda
- 2022 Rumänischer Meister mit dem HSC Csíkszereda

### International
- 2013 Aufstieg in die Division I, Gruppe B, bei der U18-Weltmeisterschaft der Division II, Gruppe A
- 2014 Aufstieg in die Division I, Gruppe A, bei der U18-Weltmeisterschaft der Division I, Gruppe B
- 2014 Bester Verteidiger bei U18-Weltmeisterschaft der Division I, Gruppe B
- 2014 Aufstieg in die Division I, Gruppe B, bei der U20-Weltmeisterschaft der Division II, Gruppe A